# Bukit Pinang
Bukit Pinang är en kulle i Indonesien.   Den ligger i provinsen Aceh, i den västra delen av landet, 1 600 km nordväst om huvudstaden Jakarta. Toppen på Bukit Pinang är 81 meter över havet.
Terrängen runt Bukit Pinang är platt åt nordost, men åt sydväst är den kuperad.Runt Bukit Pinang är det mycket glesbefolkat, med 3 invånare per kvadratkilometer. Omgivningarna runt Bukit Pinang är en mosaik av jordbruksmark och naturlig växtlighet.